# Гуамка
Гуамка — хутор в Апшеронском районе Краснодарского края России. Входит в состав Нижегородского сельского поселения.

## География
Населённый пункт расположен на левом берегу реки Курджипс, в 3 км к югу от центра сельского поселения — Нижегородская и в 42 км к юго-востоку от города Апшеронск. Хутор расположен у входа в Гуамское ущелье — уникальный памятник природы Кубани.
Ближайшие населённые пункты: Нижегородская на севере, Мезмай на юго-востоке и Армянский на западе.

## Население
| 2002 | 2010 |
| ---- | ---- |
| 303  | ↗316 |

## Достопримечательности
Уникальный уголок образуют хребты Гуама и Лаго-Наки, резко обрываясь четырёхсотметровыми скалами к долине реки Курджипс. Протяжённость Гуамского ущелья составляет более 5 км.
В ущелье восстановлена узкоколейная железная дорога, проложенная ещё в 1930-е годы. Узкоколейка протяжённостью в 8 км, раньше связывала Гуамку с посёлком Мезмай. Теперь полотно частично разрушено. По отремонтированному участку дороги (1,7 км) круглый год ходит прогулочный поезд из трёх вагонов, который регулярно перевозит туристов, а также две мотодрезины, также используемые для перевозки пассажиров. Во время работы туристического поезда пешеходное движение от начала ущелья до конечной станции у кафе «1707» не разрешается. Мотодрезины также осуществляют движение и по дальнему участку дороги, в сторону Мезмай.
Весной 2011 года в верхней части Гуамского ущелья произошёл оползень, в результате чего участок дороги на Мезмай оказался под завалом, а полотно разрушено.
В окрестностях селения реликтовые леса отличаются разнообразием, в них произрастают самшит, пихта, тис ягодный, бук.
В 2 км к юго-западу от хутора Гуамка, на правом берегу реки Матузка находится одноимённая пещера Матузка. Одной из самых древних находок является фрагмент верхнего правого латерального резца неандертальца из ранневюрмского слоя 5б пещеры Матузка.
Исследование радиоуглеродным методом образца проса, найденного в многослойной стоянке «Гуамский грот» выявило, что оно относится к периоду между XII и X веками до н. э. Традиция выращивания проса могла распространиться вместе с западно-кавказским населением кобяковской археологической культуры.

## Скалолазание
Благодаря отвесным скалам в Гуамском ущелье существуют прекрасные условия для занятия скалолазанием. Качество и количество скалолазных трасс в окрестностях Гуамки позволяет тренироваться спортсменам самого разного уровня. Оборудованные трассы находятся в пешей доступности от хутора (от 10 до 40 минут) и расположены в лесной части района.
В Гуамском ущелье проводятся различные соревнования по скалолазанию. В настоящее время подготовлено 117 скалолазных маршрутов в 9 секторах: 75 из них пробито в 2008 году и 42 в 2009. Зимой 2009 года начата подготовка трасс для комбинированного зимнего лазания (микст, драйтуллинг).

## Улицы
- пер. Нижегородский
- пер. Подгорный,
- ул. Весёлая,
- ул. Горная,
- ул. Железнодорожная,
- ул. Клубная,
- ул. Лесная,
- ул. Цветочная.

## Галерея
- Гуамское ущелье
- Узкоколейка в Гуамском ущелье
- Река Курджипс в Гуамском ущелье
- Мотодрезина